# Urmas Alas
Urmas Alas (1956) es un escritor  y traductor estonio adscrito al género de la ciencia ficción más conocido por su novela Plahvatus —en español: Explosión— de 1997 y por colaborar además en la revista Mardus. Se le considera junto con Raivo Seppo y Veiko Belials como referentes de la literatura de ciencia ficción moderna de Estonia.

## Obras
- Elu jääb (Noorus, 1986).
- Hea tahte avaldus (Edasi, 15 de marzo de 1989 - 21 de marzo de 1989).
- Kaunis kannibaalia (antología de ciencia ficción, 2002).
- Lunastus (Põhjatäht, 1995).
- Mäng (antología de ciencia ficción, 2002).
- Ootel (Pioneer, marzo de 1989).
- Ootel (antología de ciencia ficción, 2002).
- Saamatud (Täheaeg, talv 1992/93).
- Saamatud (antología de ciencia ficción, 2002).
- Scenedesmus longus (Mardus, 1991).
- Tundeküsimus (Noorus, 1993).
- Viitsütik (Noorus, 1985).